# Geogarypus hungaricus
Espèce
Synonymes
- Garypus hungaricus Tömösváry, 1882

Geogarypus hungaricus est une espèce de pseudoscorpions de la famille des Geogarypidae.

## Distribution
Cette espèce est endémique de Hongrie. Elle se rencontre vers Sátoraljaújhely.

## Systématique et taxinomie
Cette espèce a été décrite sous le protonyme Garypus hungaricus par Tömösváry en 1882. Elle est placée dans le genre Geogarypus par Beier en 1932.

## Étymologie
Son nom d'espèce lui a été donné en référence au lieu de sa découverte, la Hongrie.

## Publication originale
- Tömösváry, 1882 : A Magyar fauna álskorpiói. Magyar Tudományos Akadémia Matematikai és Természettudományi Közlemények, vol. 18, p. 135-256.